# Gisela Burkamp
Gisela Burkamp, gebürtig Gisela Paffrath (* 30. Dezember 1941 in Berlin) ist eine deutsche Kunsthistorikerin und Autorin.

## Leben
Nach der Evakuierung aus Berlin während des Zweiten Weltkriegs wuchs Gisela Burkamp in Melle auf, wo sie am Städtischen Gymnasium ihr Abitur machte. Sie volontierte bei der Westfälischen Zeitung in Bielefeld und legte nach ihrer Heirat mit dem 2012 verstorbenen Journalisten Dieter Burkamp und der Geburt ihrer beiden Kinder 1965 und 1967 eine berufliche Pause ein. Von Anfang 1970 bis Ende der 1990er-Jahre arbeitete sie als freie Kunstkritikerin für etwa 20 Regionalzeitungen und Zeitschriften, überwiegend in der Bundesrepublik, u. a. für den Tagesspiegel, die Westdeutsche Allgemeine Zeitung, die Neue Westfälische, Kieler Nachrichten, Neue Osnabrücker Zeitung und die Augsburger Allgemeine. 1986 begann sie ein Studium der Kunstgeschichte, Publizistik und Germanistik an der Westfälischen Wilhelms-Universität in Münster, das sie mit dem Magister Artium abschloss. Als Kuratorin bereitete Gisela Burkamp in einer ganzen Reihe von Kunstvereinen und Museen über 200 Ausstellungen vor und gab Einführungen. Schwerpunkte ihrer Tätigkeit sind die zeitgenössische Kunst in Deutschland und Polen sowie die internationale Karikatur. Seit 1980 konzipiert sie als ehrenamtliche Künstlerische Leiterin das Jahresprogramm des Kunstvereins Oerlinghausen. Hier initiierte sie die Katalogfolge documente mit Beiträgen u. a. über Günther Uecker, Felix Droese, Frank Badur, Gerd Winner, Victor Bonato und Fred Schierenbeck. Texte von Gisela Burkamp erschienen in mehr als 100 Büchern und Kunstkatalogen.

## Einzelausstellungen – Konzeption und/oder Einführung (Auswahl)
- 1980 Rudolf Jahns, Kunstverein Oerlinghausen und Mönchehaus – Museum für Moderne Kunst, Goslar,
- 1984 Günther Uecker, Bielefelder Kunstverein, Kunstverein Oerlinghausen (1988 und 2000)
- 1984 Felix Droese, Kunstverein Oerlinghausen
- 1984 Walter Hanel, Kunstverein Oerlinghausen und bis 2006 über 30 weitere Stationen, u. a. Mönchehaus Museum für Moderne Kunst, Goslar (1988), Universitätsgalerie Antwerpen (1994), Roemer- und Pelizaeus-Museum, Hildesheim (1998), Museum Villa Zanders, Bergisch Gladbach (2006), Olaf Gulbransson-Museum, Tegernsee (2006)
- 1985 Zygmunt Januszewski, Mönchehaus Museum für Moderne Kunst, Goslar, sowie etwa 30 weitere Stationen bis 2003, u. a. Wilhelm Busch Museum (1988), Westfälisches Landesmuseum Münster (1989)
- 1985 Constant und 1986 Emil Schumacher, Bielefelder Kunstverein
- 1987 A.Paul Weber, Kunstverein Oerlinghausen, Mönchehaus Museum für Moderne Kunst, Goslar, (1993), Alte Abtei, Lemgo (2002)
- 1988 Gerd Winner, Kunstverein Oerlinghausen, Mönchehaus Museum für Moderne Kunst, Goslar (1989 und 2006), Bielefelder Kunstverein (2000), Alte Abtei Lemgo (2004)
- 1988 Gerhard Richter, Mönchehaus Museum für Moderne Kunst, Goslar
- 1988 Paul Flora, Mönchehaus Museum für Moderne Kunst, Goslar,
- 1990 Max Uhlig, Bielefelder Kunstverein, Mönchehaus Museum für Moderne Kunst, Goslar (1991), Kunstverein Oerlinghausen (1997), Alte Abtei, Lemgo (2004)
- 1990 Werner Pokorny, Kunstverein Oerlinghausen, Bielefelder Kunstverein (1997), Mönchehaus Museum für Moderne Kunst, Goslar (2004)
- 1991 Jerzy Panek, Kunstverein Paderborn und 14 weitere Stationen bis 2005, u. a. Mönchehaus Museum für Moderne Kunst, Goslar (1991 und 1995), Daniel-Pöppelmann-Museum Herford (1996), Polnische Kulturinstitute Leipzig, Düsseldorf, Berlin (1996), Kunstmuseum Spendhaus, Reutlingen (2005)
- 1991 Max Ernst, Künstlerbücher, Mönchehaus Museum für Moderne Kunst, Goslar
- 1992 Fred Schierenbeck, Kunstverein Oerlinghausen und sechs weitere Stationen
- 1993 Jiri Sliva, Kunstverein Oerlinghausen
- 1994 Heinrich Siepmann, Bielefelder Kunstverein und Kunstverein Oerlinghausen (1997)
- 1998 Anna Sobol-Wejman und Stanislaw Wejman, Kunstverein Oerlinghausen, Alte Abtei, Lemgo (2003), Mönchehaus Museum für Moderne Kunst, Goslar (2004), Zentrum für Interdisziplinäre Forschung (ZIF), Universität Bielefeld (2008).
- 2000 Raimund Girke, Kunstverein Oerlinghausen
- 2002 Siegfried Neuenhausen, Kunstverein Oerlinghausen
- 2003 Raffael Rheinsberg, Kunstverein Oerlinghausen
- 2003 Wulf Kirschner, Kunstverein Oerlinghausen
- 2004 Timm Ulrichs, Kunstverein Oerlinghausen
- 2005 Istvan Haasz, Kunstverein Oerlinghausen
- 2006 Eun Nim Ro, Kunstverein Oerlinghausen

## Gruppenausstellungen, Konzeption und Einführung (Auswahl)
- 1982 Über dem Sofa, Kunstverein Oerlinghausen
- 1983 Vision vom Menschen, Kunstverein Oerlinghausen
- 1984 „1984“ – Hommage an die Zukunft, Kunstverein Oerlinghausen
- 1990 Satyrykon, Kunstverein Oerlinghausen und 13 weitere Stationen
- 1991 Der Lotse geht von Bord, Mönchehaus Museum für Moderne Kunst, Goslar, und Kunstverein Oerlinghausen, 120 Jahre Der Lotse geht von Bord, Abtei Lemgo (2010)
- 1997 Aus dem Königreich Malerei, Ryszard Grzyb und Jaroslaw Modzelewski, Bielefelder Kunstverein
- 2000 Herman the German, Landesmuseum Detmold und etwa 15 weitere Stationen
- 2001 Nachbarn – Deutsche Karikaturisten sehen Polen, Polnische Karikaturisten sehen Deutschland; Galerie Mitteldeutscher Rundfunk (MDR) Leipzig und 15 weitere Stationen in Deutschland und Polen (u. a. Warschau und Gleiwitz)
- 2001 Ernst ist das Leben . . ., 7 Museen und Kunstvereine in Niedersachsen
- 2003 Spuren des Don Quichote, Mönchehaus Museum für Moderne Kunst, Goslar, Museum Dominikanerkirche Osnabrück (2005), und Schloss-Museum Bad Pyrmont (2005)
- 2004 Kunst der Nachdenklichkeit, Ina Barfuss und Thomas Wachweger, Mönchehaus Museum für Moderne Kunst, Goslar, Bielefelder Kunstverein
- 2005 Zehn Neue für Europa, Abgeordnetenhaus Berlin und etwa 30 weitere Stationen in Deutschland, Belgien, Bulgarien, Rumänien, Tschechien
- 2011 Heimat-Ansichten und Bekenntnisse, Kunstverein Oerlinghausen

## Publikationen-Bücher, Kataloge, Textbeiträge. (Auswahl)
- 1980 Rudolf Jahns, Japan Aqua-Zeichnungen, Kunstverein Oerlinghausen
- 1984 Felix Droese, Einer muss wachen, Kunstverein Oerlinghausen
- 1984 Günther Uecker, Bielefelder Kunstverein
- 1985 Constant, Arbeiten auf Papier, 1948–1985, Bielefelder Kunstverein
- 1987 Ein Narr zeigt Flagge, Wilhelm-Busch-Museum, Hannover
- 1987 Die Gegenwart der Dinge, Petit Frère, Kunstverein Bielefeld
- 1988 Uecker, Dokumente, Kunstverein Oerlinghausen
- 1988 Commedia dell’Arte, Walter Hanel, Wilhelm-Busch-Museum, Hannover
- 1988 Gerd Winner, Dokumente, Kunstverein Oerlinghausen
- 1990 Max Uhlig, Kerber-Verlag Bielefeld-Leipzig-Berlin
- 1993 Satyrykon, Kerber-Verlag, Bielefeld-Leipzig-Berlin
- 1994 Heinrich Siepmann, Das Spätwerk, Bielefelder Kunstverein
- 1995 Frank Badur, Farbe-Struktur-Raum, Pendragon Verlag, Bielefeld
- 1995 Jerzy Panek, Werkverzeichnis, Kerber-Verlag, Bielefeld-Leipzig-Berlin, edition pro, Oerlinghausen
- 1995 Demaskierungen, Walter Hanel, Kerber-Verlag, Bielefeld-Leipzig-Berlin
- 2000 Rudolf Jahns, Monografie, Schäfer-Verlag, Hannover
- 2000 Herman the German, Kerber-Verlag, Bielefeld-Leipzig-Berlin
- 2001 Nachbarn – Deutsche Karikaturisten sehen Polen, Polnische Karikaturisten sehen Deutschland, Kerber-Verlag, Bielefeld
- 2002 Jerzy Panek, Dante, Jan-Fejkiel-Verlag, Krakau
- 2002 Charaktere und Karikaturen, Der Zeichner Walter Hanel, Kerber-Verlag, Bielefeld-Leipzig-Berlin
- 2002  Werner Schlegel, Skulpturen – Zeichnungen, Kerber-Verlag, Bielefeld-Leipzig-Berlin
- 2003 Stanislav Càp, Malerei, Zeichnung, Grafik. Kerber-Verlag, Bielefeld-Leipzig-Berlin
- 2003 Spuren des Don Quichote, Kerber-Verlag, Bielefeld-Leipzig-Berlin
- 2004 Zehn „Neue“ für Europa, Kerber-Verlag, Bielefeld-Leipzig-Berlin
- 2005 Pokorny, Gefäß+Haus, Mönchehaus Museum für Moderne Kunst, Goslar
- 2006 Kunstverein(t) am Beispiel Oerlinghausen, Kerber-Verlag, Bielefeld-Leipzig-Berlin
- 2007 Jerzy Panek, Banner. Jan-Fejkiel-Verlag, Krakau
- 2007 Eckel – Architekt, Joly Weinberg-Verlag, Berlin
- 2008 Isolde Frepoli, Bildnisse, Kerber-Verlag, Bielefeld-Leipzig-Berlin
- 2008 Anja Billing, before present, Verlag für Moderne Kunst, Nürnberg
- 2008 Jerzy Panek, Kobiety (Frauen), Jan-Fejkiel-Galerie und Verlag, Krakau
- 2009 Satirische Idyllen, Florian Doru Crihana. Kerber-Verlag, Bielefeld-Leipzig-Berlin
- 2009 Stane Jagodic, Panta Rhei, Städtische Galerie Celje (Slowenien)
- 2009 Anna Sobol-Wejman, Pryzmat Gallery, Krakau
- 2010 Marek Radke, Katalog zur Ausstellung Städtische Galerie Gdańsk
- 2011 Raumzeichnung, Jochen Stenschke, Kerber-Verlag, Bielefeld-Leipzig-Berlin
- 2011 Heimat, Ansichten und Bekenntnisse (zusammen mit Dieter Burkamp), Kerber-Verlag, Bielefeld-Leipzig-Berlin
- 2012 Mit Kunst leben, Kerber Verlag, Bielefeld-Berlin

Texte in Mappenwerken
- 1988 Walter Hanel, basso continuo, Offset-Lithografien
- 1990 Jerzy Panek, Selbstbildnis mit weißem Hut, 5 Holzschnitte
- 1992 Hans-Ludwig Böhme, Fotografien
- 1993 Walter Hanel, Bestiarium, Offset-Lithografien
- 1996 Oleg Dergatchov, Zehn gute Ratschläge, Radierungen

## Auszeichnungen
- 1998: Kavaliersorden der Republik Polen
- 2003: Rudolf Jahns Preis
- 2004: Verdienstkreuz am Bande des Verdienstordens der Bundesrepublik Deutschland
- 2005: Kulturpreis des Landesverbandes Lippe
- 2012: Horst-Steinkühler-Preis